# Майк Машетт
Майк Машетт (англ. Mike Machette; нар. 27 січня 1951) — колишній американський тенісист.
Найвищу одиночну позицію світового рейтингу — 90 місце досяг 3 січня, 1977, парну — 90 місце — 2 січня, 1978 року.
Найвищим досягненням на турнірах Великого шолома був чвертьфінал в парному розряді.

## Фінали за кар'єру

### Парний розряд поразки (3)
| Результат | Ранг | Дата | Турнір            | Покриття | Партнер                | Суперник                 | Рахунок  |
| --------- | ---- | ---- | ----------------- | -------- | ---------------------- | ------------------------ | -------- |
| Поразка   | 1.   | 1974 | Меріон, США       | Трава    | Фред Макнеер           | Рой Барт Хумфрі Хос      | 6–7, 2–6 |
| Поразка   | 2.   | 1977 | Лос-Анджелес, США | Тверде   | Том Леонард (тенісист) | Сенді Меєр Фрю Макміллан | 2–6, 3–6 |
| Поразка   | 3.   | 1978 | Х'юстон WCT, США  | Ґрунт    | Том Леонард            | Войцех Фібак Том Оккер   | 5–7, 5–7 |